# Enrique Cerezo Torres
Enrique Cerezo Torres (Madrid; 27 de febrer de 1948), és l'actual president de l'Atlètic de Madrid des del 28 de maig de 2003, després de la dimissió de Jesús Gil y Gil, club del qual també és accionista. Cerezo és, a més a més, productor cinematogràfic i propietari del canal autonòmic de Madrid 8madrid.

## Presidència de l'Atlètic de Madrid
El 30 de maig de 2003, després de diverses sancions i inhabilitacions,Jesús Gil y Gil va dimitir com a president de l'Atlètic de Madrid, i va designar en el seu lloc a Enrique Cerezo, qui havia estat vicepresident des de 1987.
Des del principi, i sobretot després de la mort de Jesús Gil el 14 de maig de 2004 va compartir la direcció del Club amb el Conseller Delegat, Miguel Ángel Gil Marín, fill i hereu de Jesús Gil, formant la popularment anomenada "Bicefàlia"
L'Atlètic de Madrid no es va classificar per a la Competició Europea fins a quatre anys després d'assumir-ne Cerezo la presidència. El 2006 el club va contractar el Kun Agüero amb la idea, del Secretari Tècnic i exjugador internacional del Club, Toni Muñoz que formés la davantera al costat de Fernando Torres.
Aquella temporada, amb el mexicà Javier Aguirre Onaindía com a entrenador, l'equip va patir diverses lesions, i obtingué la setena posició a la Lliga, que li va donar l'oportunitat de jugar la Copa Intertoto i posteriorment la Copa de la UEFA.
El 2007 va decidir la venda de l'Estadi Vicente Calderón a l'Ajuntament de Madrid i la venda al Liverpool del capità de l'equip, Fernando Torres.
De nou amb Javier Aguirre com a tècnic, la temporada 2007-08, després de dotze anys, l'equip tornà a classificar-se per la Champions League.
La temporada 2009-10 va culminar amb la victòria a la UEFA Europa League, contra el Fulham Football Club anglès al HSH Nordbank Arena d'Hamburg (Alemanya) el 12 de maig de 2010. Va ser el primer títol que va guanyar el club des de 1996.
La mateixa temporada el club va disputar la final de la Copa del Rei de futbol, caient al Nou Camp davant el Sevilla, en el que seria el major desplaçament d'aficionats de l'Atlètic fora de Madrid en tota la seva història.
Després de guanyar la UEFA Europa League, l'Atlètic de Madrid va disputar el 27 d'agost de 2010 la Supercopa d'Europa contra l'Inter de Milà (guanyador de la Champions League del mateix any) a l'Estadi Lluís II de Mònaco, i es va imposar per 2-0 als italians amb gols de José Antonio Reyes i del Kun Agüero. Així, durant la presidència de Cerezo, els matalassers van collir el seu segon títol internacional en una mateixa temporada, aconseguint 14 anys després un altre doblet, en aquest cas continental.
El 29 de novembre de 2010 va rebre el Premi Tiepolo juntament amb el dirigent de l'Inter de Milà Massimo Moratti per la campanya feta pels dos clubs.
A la temporada 2010/11), l'Atlètic de Madrid va tornar al 7è lloc de la lliga i el seu règim presidencial es veié compromès per la recent sentència de l'anomenat "Cas Saqueig de Marbella".

## Títols aconseguits pel club sota la seva presidència
- 2 Europa League: 2010, 2012
- 2 Supercopes d'Europa: 2010, 2012
- 1 Copa Intertoto: 2007
- 1 Copa del rei: 2013
- 1 Lliga BBVA 2014

## Controvèrsia

### Cas Atlètico
Enrique Cerezo va ser condemnat el 2004 per ser cooperador necessari d'un delicte d'apropiació indeguda de les accions de l'Atlètico, delicte que van cometre Jesús Gil y Gil i el seu fill Miguel Ángel Gil Marín, però no van arribar a ingressar a la presó perquè es va considerar que el delicte havia prescrit.

### Drets d'autor
Com a president d'EGEDA i membre de La Coalició, és un personatge bastant polèmic per les seves declaracions públiques sobre els drets d'autor i la seva infracció, insultant públicament i culpant de totes les suposades pèrdues de la indústria cultural als qui descarreguen pel·lícules d'Internet o posen en dubte temes com les subvencions al cinema espanyol o el paper de les societats de gestió de drets d'autor.

## Carrera cinematogràfica
Enrique Cerezo (1949) es va iniciar en el cinema el 1971 com a ajudant de càmera a la pel·lícula Vente a Alemanya, Pepe. Tres anys després dirigí la seva única pel·lícula: El somriure del Sol: Almeria.
Com a productor de cinema és l'amo de Enrique Cerezo - Producciones Cinematográficas i encara que anteriorment ja havia produït alguna pel·lícula, començà a desenvolupar la seva carrera en aquest àmbit en els anys 90.
Des de 1998 és president d'EGEDA, una entitat que agrupa els productors cinematogràfics d'Espanya i diversos països d'Amèrica.
El novembre de 2010 fou premiat al festival de cinema de Huelva amb el premi «Ciutat de Huelva» al millor productor cinematogràfic de l'any 2009/2010.

## Títols cinematogràfics
| Any  | Pel·lícula                                | Director                 |
| ---- | ----------------------------------------- | ------------------------ |
| 2012 | Drácula 3D                                | Dario Argento            |
| 2012 | La montaña rusa                           | Emilio Martínez-Lázaro   |
| 2011 | La daga de Rasputín                       | Jesús Bonilla            |
| 2010 | La Venganza de Ira Vamp                   | Álvaro Sáenz de Heredia  |
| 2007 | En busca de la tumba de Cristo            | Giulio Base              |
| 2006 | Desde que amanece apetece                 | Antonio del Real         |
| 2005 | A golpes                                  | Juan Vicente Córdoba     |
| 2005 | Otros días vendrán                        | Eduard Cortés            |
| 2005 | R2 y el caso del cadáver sin cabeza       | Álvaro Sáenz de Heredia  |
| 2004 | Tiovivo c.1950                            | José Luis Garci          |
| 2004 | El chocolate del loro                     | Ernesto Martín           |
| 2004 | Franky Banderas                           | José Luis García Sánchez |
| 2003 | Platillos volantes                        | Óscar Aibar              |
| 2003 | Hotel Danubio                             | Antonio Giménez-Rico     |
| 2002 | El oro de Moscú                           | Jesús Bonilla            |
| 2002 | El sueño de la maestra                    | Luis García Berlanga     |
| 2002 | Historia de un beso                       | José Luis Garci          |
| 2002 | Tiempo de tormenta                        | Pedro Olea               |
| 2002 | El vientre de Juliette                    | Martin Provost           |
| 2001 | El lado oscuro del corazón 2              | Eliseo Subiela           |
| 2001 | Antigua vida mía                          | Héctor Olivera           |
| 2001 | La soledad era ésto                       | Sergio Renan             |
| 2001 | Sara, una estrella                        | José Briz                |
| 2001 | La vida de nadie                          | Eduard Cortés            |
| 2001 | Juana la Loca                             | Vicente Aranda           |
| 2001 | Juego de Luna                             | Mónica Laguna            |
| 2000 | You're the One (una historia de entonces) | José Luis Garci          |
| 2000 | El Celo                                   | Antoni Aloy              |
| 2000 | Yoyes                                     | Helena Taberna           |